# Начальная военная подготовка
Нача́льная вое́нная подгото́вка (НВП), или допризы́вная подгото́вка, — в СССР и в некоторых постсоветских государствах составная часть подготовки молодёжи к военной службе.
Цель НВП заключается в том, чтобы молодёжь получила знания о военной службе и военном деле, обрела практические навыки обращения с оружием, средствами индивидуальной защиты (противогаз, респиратор), медицинскими перевязочными материалами и так далее, что является одной из составляющих мобилизационных возможностей государства.

## Структура НВП
История допризывной подготовки в СССР берёт начало с декрета ВЦИК «Об обязательном обучении военному искусству», от 22 апреля 1918 года, согласно которому для учащихся 15—17 лет были открыты учебные пункты. Граждане 18—20 лет занимались по 96-часовой программе, после чего зачислялись в списки резервных частей. С 1947 года допризывная подготовка была отменена для всей неучащейся молодёжи, а с 1962 года для всех учащихся старших классов.
В 1967 году, с принятием новой редакции «Закона СССР о всеобщей воинской обязанности», допризывная подготовка была возобновлена для учащихся старших классов средних школ, учащихся средних профессионально-технических и средних специальных учебных заведений под названием «Начальная военная подготовка». Также к сфере НВП относилась часть деятельности учреждений ДОСААФ.

## НВП в системе среднего образования

### Организация НВП
В Союзе ССР на основе «Закона о всеобщей воинской обязанности» во всех учреждениях среднего общего, среднего профессионально-технического и среднего специального образования НВП проводилась без отрыва от учёбы и производства. Обучению подлежали юноши допризывного и призывного возраста и девушки. В средних общеобразовательных школах НВП преподавалась с 9 класса (при 10-летнем обучении).
Преподавателями НВП, как правило, назначались лица из числа офицеров, прошедших действительную военную службу, вышедших по выслуге лет в запас и прошедших подготовку для преподавания данного предмета. За ними закрепилось название военный руководитель (военрук). В среднем в неделю по расписанию предусматривалось два часа занятий НВП, которые обычно проводились в один день спаренными уроками. Для полноценного изучения предмета школы, ПТУ и средние специальные учебные заведения обеспечивались соответствующей учебно-материальной базой:
- учебные плакаты и макеты,
- средства индивидуальной защиты (респираторы, противогазы, ОЗК);
- средства радиационной и химической разведки (дозиметры, газоанализаторы);
- учебное оружие (АК, муляжи ручных гранат), пневматические и малокалиберные винтовки;
- и другое.

В средних общеобразовательных школах, профессионально-технических училищах (ПТУ) и средних специальных учебных заведениях (техникумы, средние специальные училища) существовали кабинеты НВП и комнаты для хранения оружия, оборудованные сигнализацией. Могли создаваться также тиры для стрельбы из малокалиберных винтовок (обычно в подвальных помещениях). Преподаватели НВП работали в военной форме. В день, когда проводились уроки по НВП, для учащихся практиковалась школьная форма с военными рубашками защитного цвета.

### Содержание НВП
Начальной стадией программы НВП было введение, на котором учащимся объяснялись следующие пункты:
- Определение Вооружённых сил и его задачи.
- Состав вооружённых сил, его структура и разделение на рода войск.
- Система воинских званий в вооружённых силах и знаки различия.
- Порядок прохождения воинской службы.

В Начальную военную подготовку входило изучение следующих дисциплин:
- Строевая подготовка — учащихся обучали образовывать строй, маршировать строем и вне строя, выполнять строевые приёмы.
- Огневая подготовка — ознакомление с устройством АК и ручных гранат и их ТТХ, обучение порядку сборки-разборки АК, ознакомление с теорией стрельбы и умению правильного прицеливания. Осуществление практических стрельб в тире.
- Тактическая подготовка — ознакомление с теорией ведения боя, тактическими приёмами и действиями военнослужащих в бою.
- Защита от Оружия Массового Поражения (ЗОМП) — ознакомление с индивидуальными средствами защиты и правилами их применения. Изучение средств химической разведки. Ознакомление с поражающими факторами оружия массового поражения. Поверхностное изучение основ Гражданской обороны.
- Медицинская подготовка — поверхностное изучение оказания медицинской помощи получившим ранения и травмы.
- Изучение уставов — ознакомление с Общевоинскими уставами ВС СССР.
- Топографическая подготовка — ориентирование на местности, изучение условных обозначений на топографических картах, движение по азимутам.
- Инженерная подготовка — изучение способов оборудования и маскировки позиций, устройства укрытий, окопов и траншей, основных типов мин и заграждений.

К окончанию программы НВП, при возможности учеников (только юношей) 10-го класса вывозили на недельные военные сборы в воинскую часть, дислоцированную в данном регионе, где они под руководством кадровых военных знакомились с бытом военнослужащих срочной службы, с организацией караульной и внутренней служб, с образцами вооружения, копали одиночные окопы для стрельбы, занимались строевой подготовкой, элементами огневой, тактической, физической и военно-медицинской подготовок, изучали средства индивидуальной, радиационной, химической и биологической защиты, осуществляли учебные стрельбы.

## НВП в учреждениях ДОСААФ
Кроме обязательной программы НВП, преподаваемой в школах, ПТУ и техникумах, в СССР для юношей, изъявивших желание получить дополнительную подготовку перед призывом на военную службу, а также для девушек существовала возможность обучения по военно-прикладным дисциплинам в учреждениях ДОСААФ (Добровольное общество содействия армии, авиации и флоту).
В системе ДОСААФ имелись военно-технические школы и аэроклубы. Для изъявивших желание в них предоставлялось бесплатное обучение по следующим военно-прикладным дисциплинам:
- обучение вождению мотоцикла и мотоциклетный спорт;
- курсы по вождению грузовых автомобилей;
- курсы по вождению гусеничной техники (гусеничные тягачи);
- курсы радиотелеграфиста;
- спортивная радиопеленгация;
- радиотехническое дело;
- технический моделизм (авиамоделирование, судомоделизм, автомоделирование, ракетомоделизм);
- обучение прыжкам с парашютом и парашютный спорт;
- обучение управлению спортивными самолётами и самолётный спорт;

и многое другое.
ДОСААФ во многом занимался подготовкой юношей, изъявивших желание поступить на обучение в высшие военные училища, и военно-патриотическим воспитанием молодёжи.

## История и современность
В советских школах занятия по начальной военной подготовке начались в 1967 году.
В период Перестройки приказом по Министерству образования РСФСР № 62 от 17 октября 1990 года НВП в школах РСФСР была фактически отменена, и было определено, что впредь до отмены статьи 17 Закона СССР о всеобщей воинской обязанности допризывную подготовку следует осуществлять на учебно-полевых сборах в оборонно-спортивных оздоровительных лагерях.
На данном этапе НВП как программа для общеобразовательных средних школ, средних специальных учебных заведений и профессионально-технических училищ, является обязательной в следующих государствах бывшего СССР:
- Азербайджан[12]
- Армения[13]
- Беларусь — в системе среднего образования преподаётся «Допризывная подготовка юношей» и «Медицинская подготовка» (девушек)[14]
- Казахстан[15]
- Кыргызстан — с 22 февраля 2012 года[16]
- Узбекистан[17]
- Украина — с 12 сентября 2014 года[18]

Несмотря на Закон РФ «О воинской обязанности и военной службе» 1998 года, который предусматривает наличие НВП в системе образования, в России так и не было возрождено преподавание НВП в школах, несмотря на неоднократные заявления руководства государства о том, что подобное возможно.
В ноябре 2022 года стало известно о том, что в российских школах с 1 сентября 2023 года появится курс по начальной военной подготовке.

## НВП вне стран бывшего СССР
По объективным причинам правительства некоторых государств вынуждены повышать мобилизационные возможности государства внедрением НВП в общеобразовательную программу, либо содержать полувоенные образовательные учреждения, целенаправленно готовящих кандидатов для контрактной службы в вооружённых силах.

### Израиль

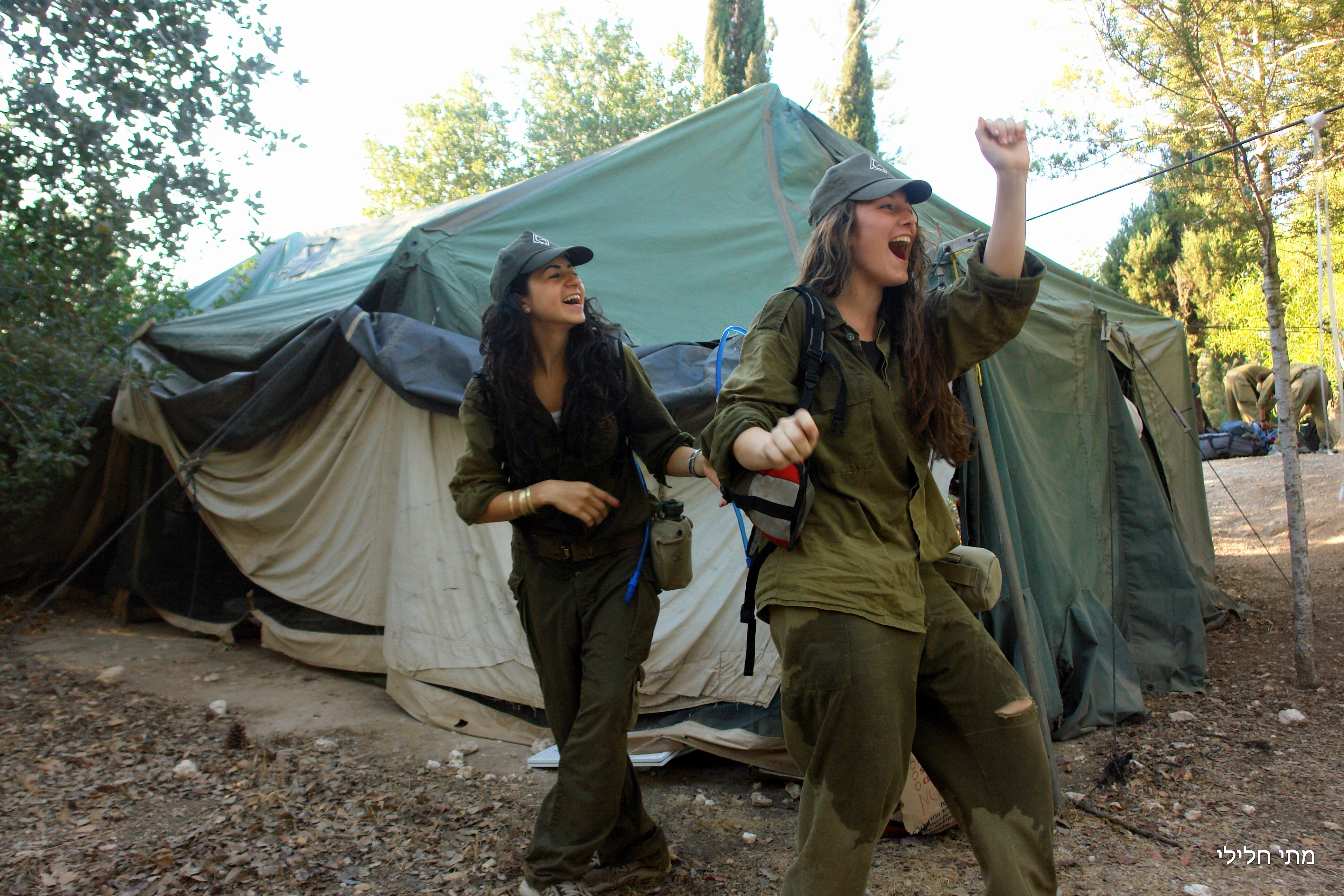
Израильские девушки проходят сборы организации ГАДНА

В Израиле допризывная подготовка начинается с 13 лет. Осуществляется она в юношеской военизированной организации ГАДНА (аббревиатура с иврита «Молодежные батальоны»). Руководство ГАДНА осуществляется кадровыми офицерами ЦАХАЛ, которые координируют процесс обучения с Министерством просвещения. Каждый год ученики старших классов отправляются на двухнедельные сборы в военных лагерях. На сборах они находятся в подчинении армейских офицеров и сержантов. На время сборов школьники получают обмундирование. С ними проводятся занятия по стрелковой, физической и строевой подготовке.
По окончании сборов каждый старшеклассник на аттестации получает от экспертов заключение об уровне подготовки и предпочтение по выбору военно-учётной специальности. Также в системе ГАДНА имеется авиационная и военно-морская секции.

### Великобритания

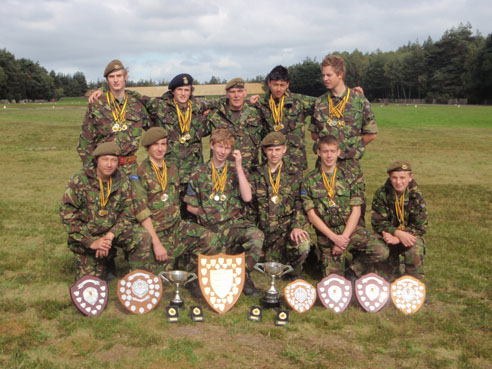
Британские кадеты демонстрируют призы за победу в соревновании

В Великобритании допризывная подготовка именуется термином Система вневойсковой подготовки (СВП). Существует она вне общеобразовательной системы.
СВП представлена добровольными военизированными юношескими организациями школ и колледжей. Также имеются объединённые и армейские кадетские подразделения, кадетский корпус авиационной подготовки и морской кадетский корпус.
В объединённые кадетские подразделения принимаются юноши и девушки в возрасте от 11 до 18 лет. Сперва их зачисляют на один год, после чего этот срок при желании может быть продлен ещё на год. В первый год обучения уделяется строевой и огневой подготовке, на втором году — обучение по военно-учётной специальности. В тематику занятий кадетов сухопутных войск могут входить: техническое обслуживание автомобилей и бронетехники, верховая езда, связь, преодоление естественных преград.
Армейские кадетские подразделения, в отличие от объединённых кадетских подразделений, формируются по регионам (графствам) и готовят молодежь для службы преимущественно в территориальных войсках. Набор в них может производиться как из учащейся, так и не учащейся молодёжи. Армейские кадетские подразделения служат основой для формирования кадетских батальонов, в которой и осуществляется начальная военная подготовка молодежи.